# Кам'янка (село, Покровський район)
Ка́м'янка— село Криворізької сільської громади Покровського району Донецької області, Україна.

## Географія
Село Кам'янка розташоване за 35км на південному заході від залізничної станції Добропілля, на лівому березі річки Бик, за 95 км від міста Донецька. Село знаходиться на стику двох районів: Покровського Донецької області та Синельниковського Дніпропетровської області. Біля села проходить державна автомобільна дорога Київ— Ізварине та залізнична лінія Покровськ— Павлоград. У 1997 році село займало площу 181,8га.

## Історія
На мапі Бахмутського повіту Катеринославської губернії 1830 року, біля транспортної дороги, яка прямувала від села Гришине до міста Павлоград знаходився хутір без назви. Біля цього хутора проходив поштовий тракт Катеринослав-Бахмут наїждженою польовою дорогою. Невеличкий хутір чи заїжджий двір це частина території майбутнього села Кам'янка. На військово-топографічній мапі Катеринославської та Харківської губерній за 1869 рік на правому березі річки Бик є тільки скотарський двір.
Навколо території села Кам'янка знаходиться дуже багато історичних пам'яток, а саме курганів. Біля села знайдено ще пращові каміння.

### Заснування
Навколо майбутнього поселення були землеволодіння дворянина Адольфа Карловича Струве - чоловіка доньки Івана Євдокимовича Шидловського - Клеопатри Іванівни. Адольф Карлович і Клеопатра Іванівна Струве не мешкали на цих землях, а жили зпочатку в місті Харкові по вулиці Сумській №22 (будинок збережений), а потім в місті Лівенськ Бірюченського повіту Воронезької губернії, де після смерті були поховані біля місцевої церкви.
До Української революції, територія теперішнього села належала землевласнику Павлу Борисовичу Лашину. До заснування хутора Кам'янки тут були будівлі родини П.Б.Лашина, якого з приходом більшовиків виселили з будинку, а з часом всі будівлі зруйнували. Родину П.Б.Лашина більшовицька влада розкуркулила і він доживав віку з дружиною в рідної доньки в хуторі Лиман, похований на гробках цього хутора.
В 1920 році на територію майбутнього хутора Кам'янка записалися на проживання 90 родин з села Сергіївки Гришинського району. Селянам було нарізано 8 тис. га панських земель. Хутір спочатку мав неофіційну назву Хворостянка. Після відкриття в 1922 році кам'яного кар'єру, за пропозицією Т.Я.Леонова хутір отримав назву Кам'янський, а потім Кам'янка. Поряд з хутором Кам'янський був хутір, який зпочатку називався Мала Кам'янка або Кам'янка 2. Пізніше, можливо на честь землеміра Леонтія Миколайовича Цикаленка, хутір назвали Леонтіївкою. Нині цей хутір у складі села Кам'янка.
10 жовтня 1928року в хуторі утворено колективне господарство— машино-тракторне товариство, яке навесні 1930 року було перетворено в ТОЗ з назвою «Червона борозна». В той же рік ТОЗ перейменували в колгосп "Червона борозна".
Восени 1930 року в хуторі були утворені ще два колгоспи: «Хвиля революції», «Червоний Жовтень». Навесні 1931року всі ці три колгоспи були об'єднані в один під назвою колгосп «Кам'янка». В 1932році до колгоспу "Кам'янка" приєднався колгосп «Друг селянина» з хутора Петровський та колгосп «Радянське село» з хутора Леонтіївський. В цьому ж році побудовано сільський клуб, який до цього року розміщувався в приміщенні бувшої школи.
26 червня 1950 року на луках хутора Кам'янка відбулися колгоспні збори, на яких було прийняте рішення про об'єднання колгоспів «Кам'янка» (хутір Кам'янка), «Червоний прапор» (село Шидлівка), «Труд білорусів» (село Юріївка), імені Г.І.Петровського (хутір Лиман) в колгосп імені А.А.Жданова. Першим головою об'єднаного колгоспу селяни вибрали Івана Павловича Дігтяря.

### Друга світова війна
19 жовтня 1941 року німецькі формування зайняли хутір Кам'янка. В роки окупації території, з жовтня 1941 року і до 9 лютого 1943 року, в хуторі діяла підпільна партизанська група І.М.Халяви і Б.К.Щербинки, яка визволяла полонених з концтабору, вчиняла незначні диверсії, збирали трофейну зброю, перешкоджали відправці молоді до Німеччини, розповсюджувала листівки, газети, зведення інформбюро.
22 лютого 1943року партизанська група вела бій з німцями, перекривши на пів доби дорогу Дніпропетровськ-Красноармійськ, чим помогли танкістам кантемирівцям вийти з оточення.
З 1 вересня 1939 року по 9 травня 1945 року, тобто майже за 6 років війни, з 170 мешканців хуторів Кам'янка і Леонтіївка, призваних до лав радянського війська, загинуло 89 чоловік. Тільки за 6 місяців боїв біля річки Дніпро загинуло 58 (65% від усих загиблих) мешканців  цих хуторів. Людей просто гнали під шквал снарядів і куль з німецької сторони. Це був геноцид радянської влади до громадян України.
8 вересня 1943 року частини 390 стрілецької дивізії 09 стрілецького полку Південного фронту під командуванням генерал-майора І.І.Швигіна визволили хутора Кам'янка і Леонтіївка від фашистських загарбників.

#### Кам'янський концтабір
Концтабір був створений в жовтні 1941 року в хуторі Кам'янка на території конеферми колгоспу. В концтаборі німці розміщували більше 2000 військовополонених. Охоронцями в концтаборі були донські козаки, які вели себе по варварські по відношенню до полонених людей. У вересні 1943 року німецькі окупанти військовополонених не ліквідували, а евакуювали пішим ходом на захід під посиленою охороною. За час існування концтабору в ньому загинули більше 1500 військовополонених. Частина останків загиблих були перепоховані в 1947 році до братської могили. Перепоховання відбулося ще у 1995 році. Всього братська могила налічує 851 чоловік померлих військовополонених.
У лютому 1943 року група партизанів Б.К.Щербинки в складі: Я.Р.Первій, В.Я.Первій, М.А.Халява, Г.Саричев, Я.О.Гарбуз, І.К.Іванисенко, М.О.Вискребець, Г.О.Белицький, О.О.Белицький, П.О.Белицький, Г.С.Кононенко та інші вчинили напад на концтабір в хуторі Кам'янка і визволила звідти 400 військовополонених. На місці концтабору стоїть пам'ятний знак— величезний валун із написом фарбою: «На цьому місці був Кам'янський концтабір жовтень 1941— серпень 1943».

### Незалежна Україна
3 жовтня 2015 року за ініціативою громадської організації «Добропільська спілка польської культури» "Rodzina" (керівник Віктор Миколайович Батицький) за підтримки департаменту з питань внутрішньої політики Донецької облдержадміністрації в селі Кам'янка Добропільського району відбувся VII Фестиваль Польської культури «Польська осінь в Добропільському краї». За всі роки існування громадської організації було проведено на території Добропільщини 7 фестивалів польської культури. За часткове фінансування фундації «Допомога полякам на Сході» надрукована книга «Історія поляків на Добропільщині і Покровщині» на українській і польській мові, установлено пам'ятник на території церкви села Юріївка «Депортованим і репресованим полякам». За часткове фінансування польської сторони до Республіки Польща громадською організацією "Rodzina" відправлено на відпочинок до 300 членів товариства, серед яких до 70% були діти шкільного та студенческого віку.

## Освіта
Школа в хуторі була відкрита на початку 1920 року в будинку родини І.І.Переяславського, які для неї виділили одну кімнату, в якій стояли в три ряди столи. В школі викладали гречанки Катерина Андріївна і Олена Григорівна.
В 1926 році діти навчалися в новій школі, яка до 1937 року мала статус початкової. Перед початком Другої світової війни в школі навчалися до 180 учнів.
У 1946 році Кам'янська початкова школа була реорганізована в семирічну. В 1950—1951 навчальному році в школі навчалося 258 учнів, а в 1970—1971 навчальному році— 105 учнів.
У 1977 році Кам'янську вже восьмирічну школу закрили, а учнів перевели до Шилівської середньої школи.

## Населення

### Мова
Розподіл населення за рідною мовою за даними перепису 2001 року:
| Мова       | Кількість | Відсоток |
| ---------- | --------- | -------- |
| українська | 225       | 75.76%   |
| російська  | 71        | 23.91%   |
| білоруська | 1         | 0.33%    |
| Усього     | 297       | 100%     |

## Релігія
Храм Різдва Пресв'ятої Богородиці знаходиться в приміщенні колишньої Кам'янської восьмирічної школи. Престольне св'ято: Різдво Пресв'ятої Богородиці (21 вересня).

## Пам'ятники
- Братська могила узникам концтабору, в якій поховано 851 в'язнів.
- Пам'ятний знак на місці знаходження Кам'янського концтабору.
- Пам'ятник-погруддя на могилі військового пілота старшого лейтенанта В.П.Астахова.
- Біля автошляху між селами Кам'янка і Юріївка стоїть половецька кам'яна баба середини другої половини ХІІ сторіччя.
- Пам'ятний знак кроту символу футбольної команди «Шахтар» (Донецьк).
- Охоронний паспорт №1 Донецької обласної ради Укрспілки охорони природи.
- Кургани.
- Сторчова (кам'яна глиба).

## Відомі особи
- Григорій Семенович Злидниченко — завідуючий конефермою колгоспу «Кам'янка», учасник війни між більшовицькою Московією і УНР, Першої і Другої світових воєн. Нагороджений орденом Вітчизняної війни ІІ ступеня.
- Іван Хомич Кутній— сапер, кавалер 2-х орденів Червоної зірки, ордена Вітчизняної війни ІІ ступеня, ордена Слави ІІІ ступеня.
- Петро Федорович Гурський— завідуючий автогаражом колгоспу імені А.А.Жданова, молодший лейтенант, нагороджений орденами Червоної Зірки, Леніна, Жовтневої революції, Вітчизняної війни ІІ ступеня.
- Леонід Миколайович Шкуро— генерал-майор внутрішньої служби, начальник управління кадрів Міністерства внутрішніх справ УРСР з лютого 1973 р по липень 1985 р., начальник Київських вищих курсів МВС СРСР з підготовки працівників служб кримінального розшуку, органів боротьби з розкраданням соціалістичної власності, політпрацівників (1985-1993 рр.).
- Сергій Данилович Підгородній— генерал Міністерства внутрішніх справ.
- Павло Миколайович Кононенко— генерал Міністерства внутрішніх справ.
- Іван Павлович Дігтяр— ворошилівський стрілок, нагороджений орденами Червоної Зірки, Слави ІІІ ступеня, Вітчизняної війни ІІ ступеня, голова колгоспу «Кам'янка» та імені А.А.Жданова.
- Володимир Григорович Дегтяр— головний зоотехнік колгоспу імені А.А.Жданова, «Почесний працівник господарства», нагороджений орденом Трудового Червоного прапора.
- Микола Павлович Кононенко— бригадир тракторної бригади №1 колгоспу імені Т.Г.Шевченка, «Почесний працівник господарства», нагороджений орденом Трудового Червоного прапора.
- Віра Федорівна Міщенко— доярка молочно-товарної ферми №1 колгоспу імені А.А.Жданова, нагороджена орденом Трудової Слави ІІІ ступеня.
- Клеопатра Іванівна Струве (Шидловська)— дворянка, володарка земель на території майбутнього хутора.
- Микола Петрович Калашник — художник.

## Жертви сталінських репресій
- Яцюк Іван Тимофійович, 1890 року народження, село Сергіївка Красноармійського (Покровськуого) району Донецької області, українець, освіта початкова, безпартійний. Проживав у хуторі Кам'янка Добропільського (Покровського) району Сталінської (Донецької) області. Не працював. Заарештований 15 серпня 1945 року. В роки Другої світової війни в хуторі Кам'янка був старостою. Військовим трибуналом військ НКВС по Донецькій області засудженний на 10 років ВТТ з позбавленням прав на 5 років та конфіскацією майна. Реабілітований у 1992 році.
- Шкуро Іван Гаврилович, 1902 року народження, мешкав в хуторі Кам'янка, працював головою Юріївської сільської ради. Заарештований 02 лютого 1933 року. Особливою нарадою при колегії ДПУ УРСР був звільнений з-під варти 13 квітня 1933 року. Справу було припинено, був реабілітований у 1933 році.
- Масюк Федір Якимович, 1902 року народження, колгоспник сільгоспартілі «Кам'янка», українець, безпартійний, початкова освіта. За доносом «стукача» засуджений трійкою УНКВС по Донецькій області. Визнали ворогом народу за те, що на колгоспних зборах виказав притензії до радянської влади, мовляв, до яких пір селяни будуть жити так бідно. Заарештований 29 вересня 1937 року. Засуджений на 10 років ВТТ до Сибіру без права переписки з ріднею. Реабілітований у 1960 році.

## Культура
- «Polska jesien w Dobropolskim kraju» «Польська осінь в Добропільськім краї»[6]

## Підприємства
- ПАТ імені Т. Г. Шевченка